# Comuna Odobești, Dâmbovița
Odobești este o comună în județul Dâmbovița, Muntenia, România, formată din satele Brâncoveanu, Crovu, Miulești, Odobești (reședința) și Zidurile.

## Așezare
Comuna se află în sudul județului, pe malul stâng al Argeșului, la sud de orașul Titu și este străbătută de șoselele județene DJ701, care leagă acest oraș de autostrada București–Pitești și DJ401, care leagă Titu de Bolintin-Vale.

## Demografie
Componența etnică a comunei Odobești
     Români (93,63%)
     Alte etnii (0,59%)
     Necunoscută (5,78%)
Componența confesională a comunei Odobești
     Ortodocși (88,98%)
     Penticostali (3,88%)
     Alte religii (1,21%)
     Necunoscută (5,92%)
Conform recensământului efectuat în 2021, populația comunei Odobești se ridică la 4.946 de locuitori, în scădere față de recensământul anterior din 2011, când fuseseră înregistrați 5.183 de locuitori. Majoritatea locuitorilor sunt români (93,63%), iar pentru 5,78% nu se cunoaște apartenența etnică. Din punct de vedere confesional, majoritatea locuitorilor sunt ortodocși (88,98%), cu o minoritate de penticostali (3,88%), iar pentru 5,92% nu se cunoaște apartenența confesională.

## Politică și administrație
Comuna Odobești este administrată de un primar și un consiliu local compus din 15 consilieri. Primarul, Ilie Radu[*], de la Partidul Social Democrat, este în funcție din 1 noiembrie 2024. Începând cu alegerile locale din 2024, consiliul local are următoarea componență pe partide politice:
|  | Partid                    | Consilieri | Componența Consiliului | Componența Consiliului | Componența Consiliului | Componența Consiliului | Componența Consiliului | Componența Consiliului | Componența Consiliului | Componența Consiliului |
|  | ------------------------- | ---------- | ---------------------- | ---------------------- | ---------------------- | ---------------------- | ---------------------- | ---------------------- | ---------------------- | ---------------------- |
|  | Partidul Social Democrat  | 8          |                        |                        |                        |                        |                        |                        |                        |                        |
|  | Partidul Național Liberal | 6          |                        |                        |                        |                        |                        |                        |                        |                        |
|  | Partidul Ecologist Român  | 1          |                        |                        |                        |                        |                        |                        |                        |                        |

## Istorie
La sfârșitul secolului al XIX-lea, comuna Odobești făcea parte din plasa Bolintinul a județului Dâmbovița și era formată doar din satul de reședință, cu 1500 de locuitori, o biserică și o școală. Tot atunci, pe teritoriul actual al comunei, în aceeași plasă era organizată și comuna Crovu, formată din satele Crovu, Zidu, Voinești și Miulești, având în total 3000 de locuitori, acolo funcționând două biserici și o școală mixtă.
În 1925, comuna Odobești avea 1835 de locuitori în unicul său sat și făcea parte din plasa Titu a aceluiași județ. Comuna Crovu, în aceeași componență, făcea parte din aceeași plasă și avea 2662 de locuitori.
În 1950, cele două comune au fost arondate raionului Titu din regiunea București, iar în 1968 au revenit la județul Dâmbovița, reînființat, tot atunci comuna Crovu fiind desființată și inclusă în comuna Odobești.

## Personalități născute aici
- Marin Cosmescu-Delasabar (1916 - 2010), critic literar, filolog;
- Gheorghe Zidaru (1923 - 1993), pictor;
- Ioana Badea (n. 1964), canotoare olimpică.